# Hindibältet

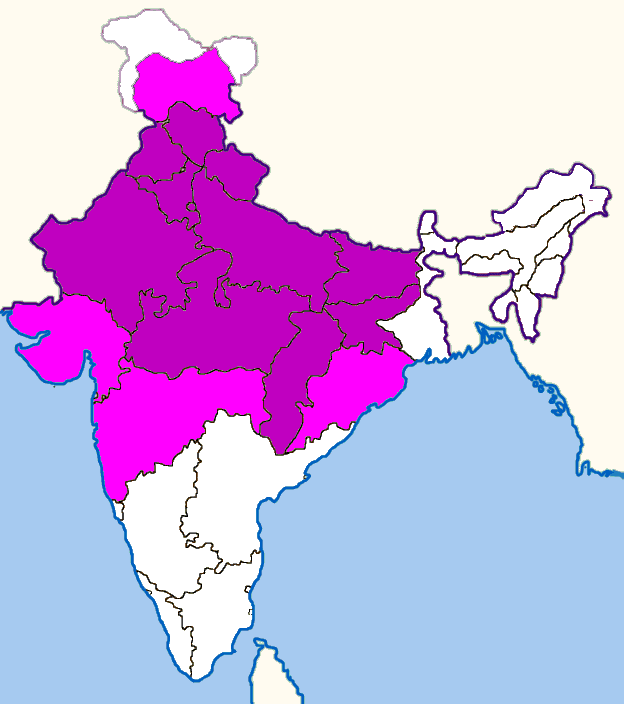
Områden där hindi är det främsta språket visas i lila, medan de områden som är markerade i rosa har stora grupper hindispråkiga.

Hindibältet, modern beteckning på område i norra Indien, omfattande bl.a. delar av delstaterna Uttar Pradesh, Madhya Pradesh och Chhattisgarh, där en mycket stor andel av befolkningen talar hindi och är hinduer.